# Ambulyx kuangtungensis
Ambulyx kuangtungensis is een vlinder uit de familie van de pijlstaarten (Sphingidae). De wetenschappelijke naam van de soort werd in 1922 gepubliceerd door Rudolf Mell.

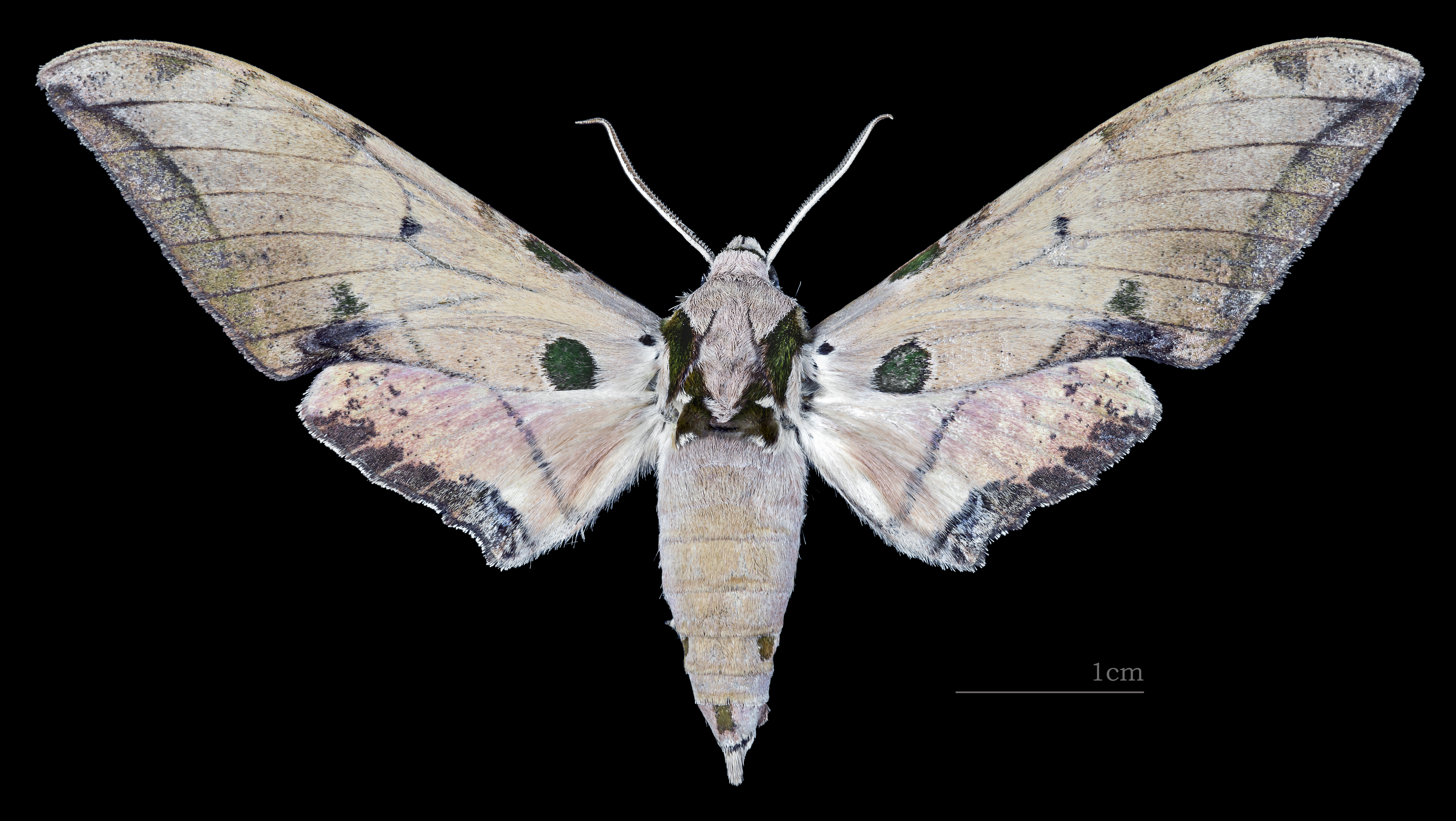
♂
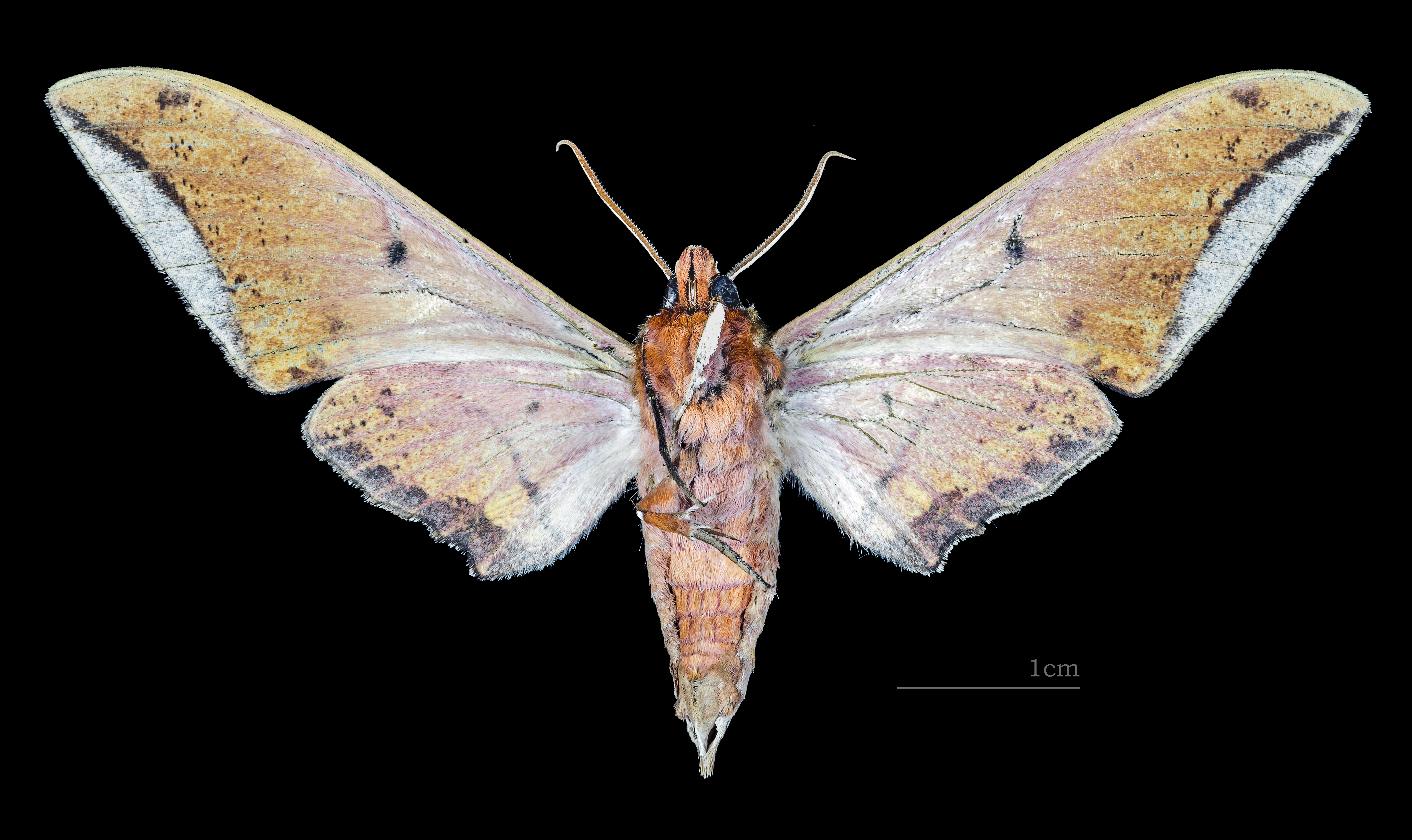
♂ △
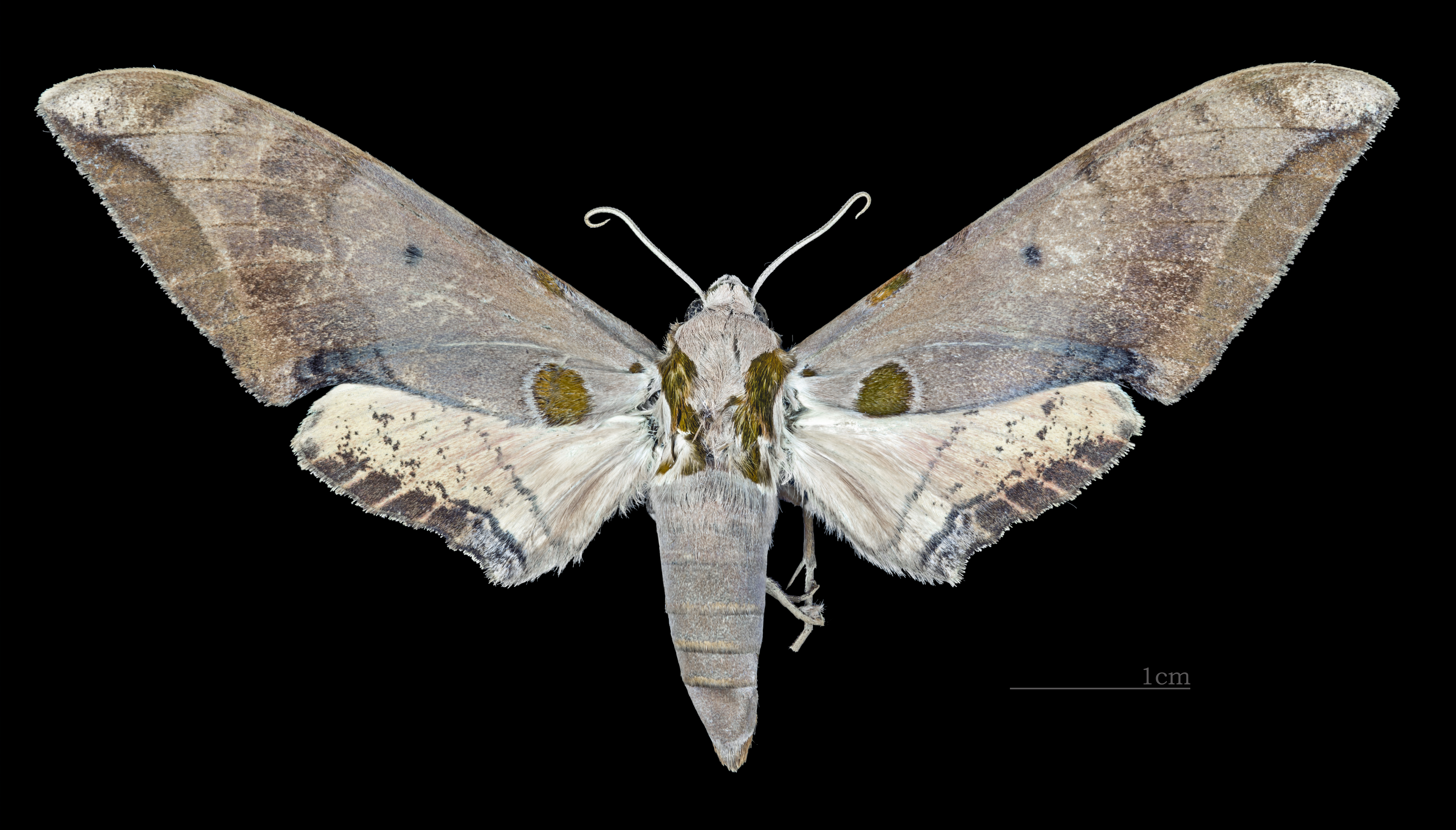
♀
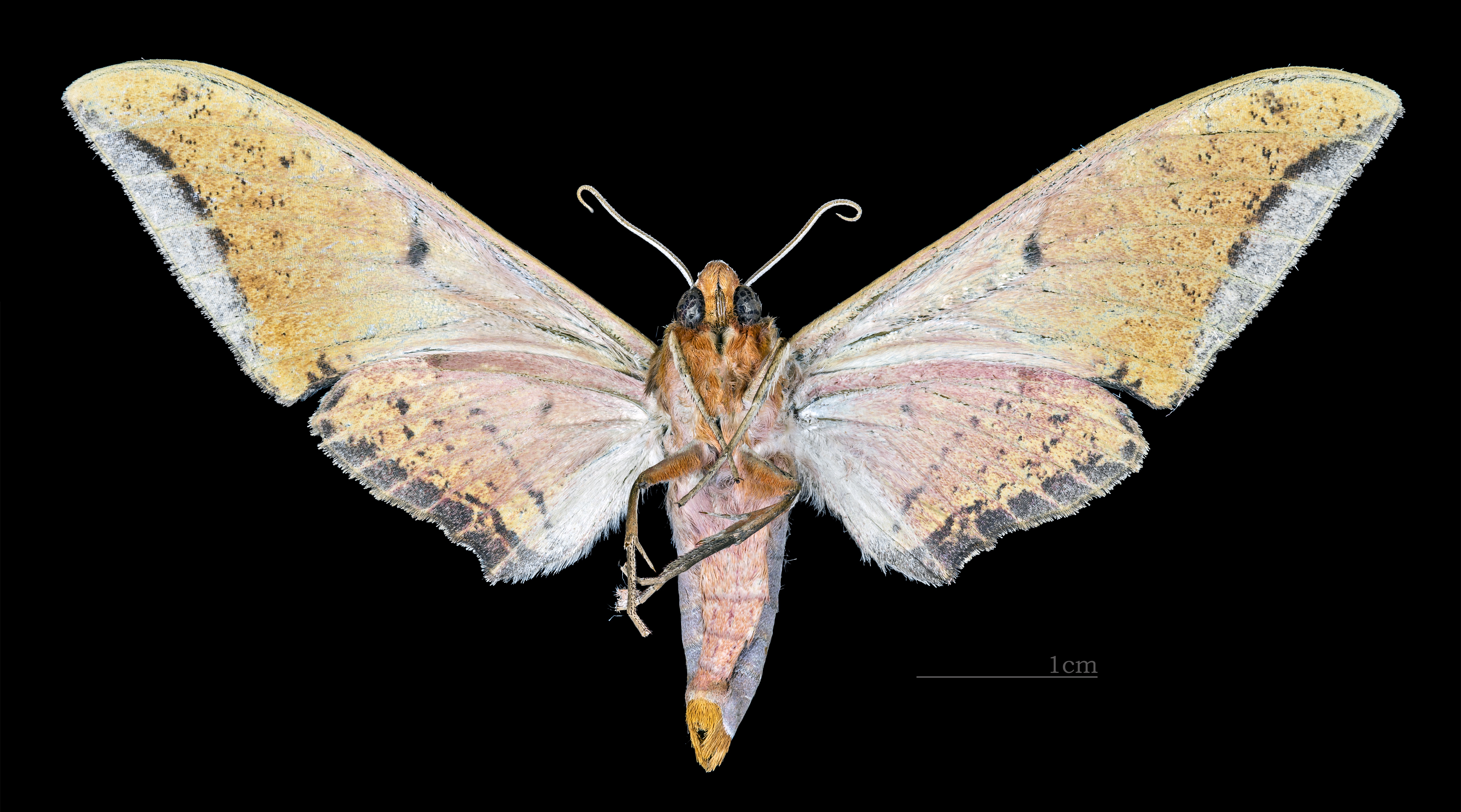
♀ △